# Конысбай (Акмолинская область)
Конысбай (каз. Қонысбай) — село в Зерендинском районе Акмолинской области Казахстана. Административный центр Конысбайского сельского округа. Код КАТО — 115649100.

## География
Село расположено на севере района, в 55 км на север от центра района села Зеренда.

### Улицы
- ул. Алтыбай,
- ул. Бейбитшилик,
- ул. Бирлик,
- ул. им. Абая Кунанбаева,
- ул. им. Малика Габдуллина,
- ул. Курылысшылар,
- ул. Солтустик.

### Ближайшие населённые пункты
- село Васильковка в 6 км на северо-востоке,
- село Гранитный в 6 км на востоке,
- село Донгулагаш в 9 км на северо-западе,
- село Красный Яр в 9 км на юге,
- село Бирлестик в 15 км на севере.

## Население
В 1989 году население села составляло 942 человек (из них казахов 64%, немцев 23%).
В 1999 году население села составляло 858 человек (422 мужчины и 436 женщин). По данным переписи 2009 года, в селе проживал 791 человек (398 мужчин и 393 женщины).
| Численность населения | Численность населения | Численность населения |
| 1989                  | 1999                  | 2009                  |
| --------------------- | --------------------- | --------------------- |
| 942                   | ↘858                  | ↘791                  |